# Деревины (пункт пропуска)
Дереви́ны (укр. Деревини) — пункт пропуска через государственную границу Украины на границе с Белоруссией.
Расположен в Черниговской области, Черниговском районе, вблизи одноимённого села. С белорусской стороны находится пункт пропуска «Андреевка» на трассе в сторону Тереховки.
Вид пункта пропуска — автомобильный (грузоподъёмность до 3,5 тонн), пешеходный. Статус пункта пропуска — местный (время работы с 8:00—20:00).
Характер перевозок — пассажирский.
Пункт пропуска «Деревины» может осуществлять лишь радиологический, таможенный и пограничный контроль.